# رولز-رویس/سنکما ام۴۵اچ
رولز-رویس/سنکما ام۴۵اچ (به انگلیسی: Rolls-Royce/SNECMA M45H) یک موتور هواگرد ساختِ کارخانهٔ رولز-رویس لیمیتد و Snecma است.